# Поноры (Черниговская область)
Поноры (укр. Понори) — село в Талалаевском районе Черниговской области Украины. Население — 269 человек в 2024 году. Занимает площадь 1,602 км².
Код КОАТУУ: 7425382701. Почтовый индекс: 17221. Телефонный код: +380 4634.

## Власть
Орган местного самоуправления — Поноровский сельский совет. Почтовый адрес: 17221, Черниговская обл., Талалаевский р-н, с. Поноры, ул. Октябрьская, 17.

## История
В XIX веке село Поноры было в составе Красноколядинской волости Конотопского уезда Черниговской губернии. В селе была Вознесенская церковь. Священнослужители Вознесенской церкви:
- 1798—1805 — священник Иосиф Акимович Андриевский
- 1891—1898 — священник Петр Сахновский